# Christer Fursth
Karl Christer Fursth (ur. 6 lipca 1970 w Örebro) – szwedzki piłkarz występujący na pozycji pomocnika. 

## Kariera klubowa
Fursth karierę rozpoczynał w 1988 roku w drugoligowym zespole Örebro SK. W 1988 roku dotarł z nim do finału Pucharu Szwecji, a także wywalczył awans do pierwszej ligi. W sezonach 1991 oraz 1994 wraz z zespołem wywalczył wicemistrzostwo Szwecji. W 1995 roku odszedł do także pierwszoligowego Helsingborga, z którym w sezonie 1995 również wywalczył wicemistrzostwo Szwecji.
Na początku 1997 roku Fursth przeszedł do niemieckiego 1. FC Köln. W Bundeslidze zadebiutował 1 marca 1997 w wygranym 1:0 meczu z SC Freiburg. W sezonie 1996/1997 w lidze wystąpił cztery razy. W następnym sezonie nie rozegrał w niej już żadnego spotkania i w 1998 roku wrócił do Szwecji, gdzie został graczem pierwszoligowego klubu Hammarby IF. W sezonie 2001 zdobył z nim mistrzostwo Szwecji.
W 2003 roku Fursth odszedł do zespołu Al-Ain ze Zjednoczonych Emiratów Arabskich. W 2004 roku zakończył tam karierę.

## Kariera reprezentacyjna
W 1992 roku Fursth jako członek kadry U-23 wziął udział w Letnich Igrzyskach Olimpijskich, zakończonych przez Szwecję na ćwierćfinale.
W pierwszej reprezentacji Szwecji Fursth zadebiutował 26 stycznia 1992 w zremisowanym 0:0 towarzyskim meczu z Australią. W latach 1992–1995 w drużynie narodowej rozegrał cztery spotkania.